# يائيل براون بيفيه
يائيل براون بيفيه (مواليد 7 ديسمبر 1970) هي محامية وسياسية فرنسية شغلت منصب رئيسة الجمعية الوطنية الفرنسية منذ 28 يونيو 2022. وهي أول امرأة تتولى هذا المنصب. وهي عضو في حركة النهضة (RE)، وكانت سابقًا وزيرة أقاليم ما وراء البحار في عهد رئيسة الوزراء في حكومة إليزابيث بورن من مايو إلى يونيو في عام 2022. وكانت عضوًا في الجمعية الوطنية الفرنسية منذ عام 2017، ممثلة مقاطعة إيفلين.

## السيرة الذاتية

### الحياة العائلية
ولدت يائيل برون في 7 ديسمبر-كانون الأول في نانسي.
تقدم نفسها على أنها تنحدر من الهجرة السلافية لليهود البولنديين والألمان، حيث أن أجدادها دخلوا فرنسا عن طريق فيزا سياحية خلال ثلاثينات القرن العشرين. صرحت في جريدة "ليبيراسيون" على أنها ليست مؤمنة ولا ممارسة لليهودية، لكنها تحتفل عائليا بالمناسبات اليهودية، تيمنا بوالدها وجدها. جدها كان خياطا يهوديا من بولندا، وقر فر من النازيين لاجئا لفرنسا خلال ثلاثينات القرن العشرين. بعد نهاية الحرب العالمية الثانية، تم تتويج جدها بميدالية المقاومة.
والدها يعمل كإطار في شركة إشهار، ووالدتها حصلت على شهادة في الآلة الكاتبة بعمر السادسة عشرة. والدي برون أنجبا طفلين، ابنة وابن.
غادرت عائلتها نانسي لتستقر بعدة مدن، على حسب عمل والدها. صرحت أن المناقشات السياسية كانت متكررة حول مائدة العائلة خلال طفولتها.
متزوجة من فيناي بيفيه، إطار سامي في شركة لوريال. هي أم لخمسة أطفال. في عام 2017 كانت العائلة تقيم في فيزينيه.

### الحياة العملية
تخرجت برون من كلية الحقوق في نانتر (جامعة باريس خمسة). اشتغلت كمحامية في القانون الجزائي في مكتب باريس ثم مكتب أعالي سان لغاية 2003. عملت لمدة سبع سنوات في مكتب المحامي أرفيه تيميم، ثم في مكتبها الخاص بشراكة مع زميلين في نوييه سور سان.
بين 2003 و 2012 سافرت مع عائلتها لآسيا، لتعيش في تايوان ثم اليابان، وبعد ذلك البرتغال.
عادت لفرنسا في عام 2012، أين أكملت دراستها للحصول على شهادة ماجيستير في قانون الأعمال والمؤسسات. قامت بعد ذلك بتأسيس شركة ناشئة، ثم توجهت للعمل التطوعي.

### العمل التطوعي
قامت بتوجيه خلية المقاطعة الخاصة بالحصول على الحقوق والعدالة في نوفمبر-تشرين الثاني 2014، التي تقدم استشارات قانونية مجانية للناس المحتاجين.
تطوعت في مطاعم المحتاجين، وقامت كذلك بإدارة مجموعة من المتطوعين. عملت كعضو في مجلس إدارة مطاعم المحتاجين.
استقالت من عملها التطوعي عندما تم انتخابها كنائبة في عام 2017.

## السيرة السياسية
اشتغلت برون-بيفيه كأمينة مال قسم الحزب الاشتراكي الفرنسي في طوكيو خلال سنوات 2000. صرحت أنها دائما صوتت للحزب الاشتراكي، قبل التحاقها بحزب الجهورية إلى الأمام في خريف 2016.
خلال الانتخابات التشريعية لعام 2017، في 18 يونيو-حزيران تغلبت على النائب المنتهية عهدته جاك مايارد، متحصلة على 58.99 من المائة من الأصوات. في 29 يونيو-حزيران تم انتخباها كرئيسة لجنة القوانين في الجمعية الوطنية الفرنسية. أصبحت كذلك أول امرأة تترأس لجنة القوانين بعد أول انتخاب كنائب، وثاني امرأة تتولى رئاسة لجنة القوانين في تاريخ الجمهورية الفرنسية الخامسة، بعد عشرين سنة من سابقتها في هذا المنصب كاثرين تاسكا.
تخللت بداية رئاستها للجنة القوانين سلسلة من الحوادث والاتهامات، بما في ذلك بعض التهكمات. لكن أغلب المجموعات السياسية انتهت بتحية عملها كرئيسة فيما بعد. قامت بالعديد من الزيارات الميدانية للسجون ومراكز الاعتقال الإداري. صرحت في يونيو-حزيران 2018 أنها تمثل تجديد في الجمعية الوطنية، من خلال طرازها الخاص وعملها الميداني. وصفتها جريدة لوموند بأنها رئيسة غير اعتيادية.
كشفت جريدة ليبيراسيون أن برون-بيفيه لا تتردد في اتخاذ مواقف مخالفة للحكومة، بما في ذلك معارضتها لشهادة التلقيح ضد فيروس كورونا للأطفال ما بين 12-15 عاما.
في نوفمبر-تشرين الثاني 2018 بعد تعيين رئيس الجمعية الوطنية فرونسوا دو روجي في الحكومة، ترشحت لرئاسة الجمعية، لكنها قررت الانسحاب وتزكية ريتشارد فيروند، رغم أنها كانت لازالت تنتقده ساعات فقط قبل تغيير موقفها. قيل أن مقربين من ريتشارد فيروند أخبروا برون-بيفيه أنها ستخسر منصبها كرئيسة لجنة القوانين إذا لم تسحب ترشحها لمنصب رئاسة الجمعية الوطنية.
في يوليو-تموز 2019 خلال تغيير المناصب داخل المجموعة البرلمانية للحزب الرئاسي، نجحت برون-بيفيه في الحفاظ على منصبها كرئيسة لجنة القوانين، بعد تغلبها على ليتيسا أفيا.

### نشاطها في البرلمان
كانت يائيل برون-بيفيه مقررة القانون العضوي حول الثقة في الحياة السياسية، وبمبادرة منها تبنت لجنة القوانين هذا القانون في 18 يوليو-تموز 2017. بمساندة من الحكومة تم كذلك تبني تعديل لنص القانون لجعل العقوبات المطبقة على البرلمانيين الذين الذين يحصلون على مكافئات غير قانونية أكثر صرامة.
أشارت برون-بيفيه أنها تود جعل مسألة السجون محور رئيسي خلال عهدتها كرئيسة للجنة القوانين. في 6 نوفمبر-تشرين الثاني 2017 وبمبادرة منها قام ثلاثون نائبا من لجنة القوانين من مختلف الأحزاب السياسية بزيارة مؤسسات عقابية في كل أنحاء فرنسا، وهذا من أجل دراسة وضعية السجون عن قرب.
في عام 2020 وبمعية رافئيل غوجان، قامت بإيداع مقترح قانون لتأسيس تدابير أمنية للإرهابيين الخارجين من السجون. تتضمن هذا التدابير إقامة جبرية للإرهابيين الذين أتموا عقوبتهم في السجن، بما في ذلك متابعتهم من قبل طاقم مختص، إلزامية الحضور في مراكز الأمن، لبس سوار إلكتروني، المنع من مغادرة الإقليم أو التواجد في بعض الأماكن المحددة، إلزامية التصريح بالمهنة والعنوان، وعدم إمكانية تغيير هذين الأخيرين دون موافقة مسبقة من الحاكم. هذه التدابير بإمكانها الاستمرار لمدة عشرة إلى عشرين عاما. هذه التدابير دعت إليها كلا من الأحزاب اليمينية والمدعي العام الوطني لمكافحة الإرهاب. حصل هذا القانون على دعم من الحكومة، في حين المدافعين عن الحريات العامة والمكتب الوطني لنقابة المحامين قاموا بالاعتراض على نص القانون، لأنه يرسخ عقوبة بعد عقوبة. اللجنة الوطنية للتشاور حول حقوق الانسان وصفت القانون على أنه غير متوازن. مجلس الدولة من جهته اعتبر أن تدابير هذا القانون من شأنها التضييق على الحريات وكذلك لا تساهم بأي شكل من الأشكال في ضمان مكافحة الإرهاب. قام مجلس الدولة بفرض رقابة على هذا القانون، الذي لم يولد سوى تعديل طفيف على المادة 421-8 من قانون العقوبات.
في 23 مايو-أيار 2018، تم تعيين برون-بيفيه كمقررة للقانون الدستوري من أجل ديموقراطية أكثر تمثيلية، مسؤولية، وفعالية، إلى جانب مارك فينو رئيس المجموعة البرلمانية لحزب الحركة الديموقراطية. نص القانون على إصلاح المجلس الأعلى للقضاء، إزالة محكمة العدالة للجمهورية، إزالة أحقية الرؤساء السابقين للجمهورية بالالتحاق بالمجلس الدستوري، تخفيض عدد النواب اللازم لإحالة القضايا للمجلس الدستوري، وإدراج قضية المناخ في الدستور.
في 23 يوليو-تموز 2018 تم تعيينها كرئيسة للجنة التحقيق الخاصة بـقضية بنالا. تلقت انتقادات لاذعة من أحزاب المعارضة وعلى مواقع التواصل الاجتماعي لافتقادها للحياد خلال التحقيق. اعتبرت في 28 يوليو-تموز أن أعمال التحقيق انتهت. اعتبرت جريدة لوموند أن برون-بيفيه أحد الخاسرين الرئيسيين خلال قضية بنالا، وأنه بعد حصولها على ثقة أحزاب المعارضة من خلال دورها في لجنة القانون، قامت بإظهار وجه جديد عندما رفضت استجواب أليكسس كوهلر، السكرتير العام للقصر الرئاسي. في سياق لجنة التحقيق، تلقت برون-بيفيه العديد من رسائل التهديد على وسائل التواصل الاجتماعي، وقامت بإيداع شكوى ضد الرسائل المتحيزة جنسيا والرسائل المعادية للسامية. في الأول من يناير-كانون الثاني 2019، رفضت برون-بيفيه طلبا لإعادة فتح التحقيق في قضية بنالا بعد ظهور أدلة جديدة متعلقة بالقضية، خاصة حول امتلاك ألكسندر بنالا لجوازي سفر إثنين.

### وزيرة لأقاليم ما وراء البحار
في 20 مايو-أيار 2022، تم تعيينها كوزيرة لأقاليم ما وراء البحار من قبل إيمانويل ماكرون في حكومة إليزابيث بورن. بعد ثلاثة أيام من تعيينها، تعهدت ببناء نصب تذكاري يخلد ضحايا العبودية.
في 25 يونيو-حزيران 2022 تمت إعادة انتخابها كنائبة عن دائرتها. استقالت برون-بيفيه من الحكومة للترشح لرئاسة الجمعية الوطنية الفرنسية. عبر العديد من النواب من أقاليم ما وراء البحار عن أسفهم لهذا القرار المفاجئ، وللأهمية الضئيلة التي تمثلها وزارة أقاليم ما وراء البحار بالنسبة لبرون-بيفيه.

### رئيسة للجمعية الوطنية الفرنسية
بعد أربعة سنوات من محاولة أولى فاشلة، جددت برون-بيفيه ترشحها لرئاسة الجمعية الوطنية بعد الانتحابات التشريعية في يونيو-حزيران 2022. زادت حظوظها في الظفر بالمنصب بعد انهزام رئيس الجمعية المنتهية ولايته ريتشارد فيروند في الانتخابات التشريعية، مما يعني عدم إمكانيته الترشح لعهدة ثانية.
في 22 يونيو-حزيران فازت بالانتخابات الداخلية لحزبها للترشح لمنصب رئاسة الجمعية بعد حصولها على 105 صوتا مقابل 85 لزميلها رولاند لوسكور. فازت لاحقا بانتخابات رئاسة الجمعية الوطنية بعد حصولها على 242 من أصل 462 صوتا. ساهم امتناع نواب حزب اليمين المتطرف التجمع الوطني عن التصويت في فوزها بالمنصب. برون-بيفيه هي أول امرأة تتولى منصب رئيس الجمعية الوطنية الفرنسية.
في يونيو-حزيران 2023، رفضت برون-بيفيه استدعاء مكتب الجمعية الوطنية للتقرير حول مقبولية مقترح القانون لتغيير سن التقاعد لـ 64 عاما، وقررت تحمل المسؤولية الكاملة لاستعمال المادة الأربعين من الدستور. قرارها هذا تلقى انتقادات لاذعة من قبل أحزاب المعارضة، متهمين إياها بعدم احترام فصل السلطات، وإتباع تعليمات من قصر الإيليزي.
في نفس الشهر أشارت الهيئة العليا للشفافية في الحياة السياسية أن برون-بيفيه أخفت أربعين ألف يورو من الأسهم في بيان المصالح الخاص بها لعام 2022. هذه الأسهم كانت في شركة توتال إينيرجي، بي أن بي باريبا، و مجموعة أل في أم أش للباس الفاخر.
في أوائل عام 2024 نشرت ميديا بارت مقالا يبرز الاستعمال المكثف لبرون-بيفيه للعقوبات داخل الجميعة الوطنية، خاصة ضد أحزاب المعارضة اليسارية. أحرزت بذلك الرقم القياسي للعقوبات ضد النواب، وخلال عهدة واحدة فقط، تجاوز عدد العقوبات التي اتخذتها مجموع كل العقوبات المتخذة من طرف الرؤساء السابقين للجمعية الوطنية. في حين أن المجموعة البرلمانية للحزب الذي تمتني إليه لم تخضع عموما لعقوبات. عند استجوابها حول الموضوع، أكدت برون-بيفيه أنها ستواصل استعمال العقوبات بشكل مكثف. سبب هذا قلق أحزاب المعارضة كون هذه الممارسة تقلل من حرية التعبير للنواب، مذكرين حول حقب أخرى في تاريخ البرلمان التي كانت مضطربة، دون لجوء رؤساء البرلمان لاستعمال مكثف للعقوبات.
في 4 مارس-آذار 2024، أصبحت أول امرأة تترأس كونغرس البرلمان الفرنسي في فرساي، وهذا بمناسبة إدراج الحق في الاجهاض في الدستور الفرنسي.
في 28 مايو-أيار 2024، قامت بإيقاف جلسة الأسئلة للحكومة في البرلمان، بعد أن قام نائب من حزب فرنسا الأبية، سباستيان دولغو، برفع العلم الفلسطيني في البرلمان. طالبت برون-بيفيه بتسليط أعلى العقوبات على هذا النائب، حيث تم استبعاده من البرلمان لمدة أسبوعين، وهذا لتسببه بالفوضى في البرلمان، حسب المادة 70 من القانون الداخلي للجمعية الوطنية. اعتبرت هذه العقوبة، الأشد صرامة في قانون الجمعية الوطنية، غير متكافئة من قبل المجموعة البرلمانية لحزب فرنسا الأبية، وكذلك من قبل الحزب الاشتراكي. نائبة رئيس الجمعية نعيمة موتشو من حزب الطلائع أيضا اعتبرت العقوبة صارمة جدا. بعد يومين من العقوبة، قام النائب دولغو بإحالة قضيته على المحكمة الأوروبية لحقوق الانسان.

### حل البرلمان
انتقدت برون-بيفيه قرار الرئيس ماكرون لحل البرلمان في 9 يونيو-حزيران 2024. حسب رأيها، فإن الجمعية الوطنية كانت تستوفي مهامها رغم الأغلبية النسبية الموالية للحكومة. اعتبرت برون-بيفيه أن حل آخر ممكن، خاصة بتكثيف التعاون مع أحزاب الجمهوريين والاشتراكيين والبيئيين.
بمجرد بداية حملة الانتخابات التشريعية، عبرت عن أملها في الحفاظ على منصبها كرئيسة للجمعية الوطنية. في 7 يوليو-تموز 2024 تم انتخابها كنائبة عن المقاطعة الخامسة لإيفلين بعد حصولها على 49.10 من الأصوات في الدور الثاني من الانتخابات التشريعية المسبقة، متغلبة بذلك على مرشح الجبهة الشعبية الجديدة ياسين بنيتو، الذي تحصل على 28.16 من المائة من الأصوات.
وفي 18 يوليو-تموز 2024 أعيد انتخابها مجدداً رئيسة للجمعية الوطنية الفرنسية، ونالت برون بيفيه بعد تشويق استمر نحو ست ساعات 220 صوتاً مقابل 207 أصوات نالها الشيوعي أندريه شاسانيه، مرشّح الجبهة الشعبية الجديدة للمنصب، و141 صوتاً نالها سيباستيان شونو من التجمع الوطني.

## ضحية لمعاداة السامية
كانت برون-بيفيه بشكل مستمر عرضة لإهانات وتهديدات من مصدر مجهول ذات طابع تحيز جنسي ومعاداة للسامية، خاصة في عام 2018 خلال قضية بنالا، وعام 2021 خلال النقاشات المتعلقة بالسياسية الصحية لفرنسا. رفض تويتر فرنسا طلبات الشرطة القضائية للتحقيق في مصدر التهديدات، رغم ذلك تلقت برون-بيفيه دعما من الطبقة السياسية. تكررت هذه التهديدات وازدادت شدة خلال مناقشات البرلمان لقانون إصلاح التقاعد في عام 2023.